# Isa (Enslaved)
Isa è l'ottavo album in studio del gruppo musicale progressive black metal norvegese Enslaved, pubblicato nel 2004.

## Tracce
1. Intro: Green Reflection – 0:51
2. Lunar Force – 7:03
3. Isa – 3:46
4. Ascension – 6:45
5. Bounded by Allegiance – 6:38
6. Violet Dawning – 3:49
7. Return to Yggdrasill – 5:39
8. Secrets of the Flesh – 3:36
9. Neogenesis – 11:58
10. Outro: Communion (excerpt) – 0:56

## Formazione
- Ivar Bjørnson – chitarra
- Grutle Kjellson – basso, voce
- Arve Isdal – chitarra
- Cato Bekkevold – batteria
- Herbrand Larsen – tastiera, mellotron
- Trus Espedal, Asle Birkeland – copertina